# Breath of Fire (jogo eletrônico)
Breath of Fire, também conhecido com Breath of Fire: The Dragon Warrior (ブレスオブファイア 竜の戦士, Buresu obu Faia Ryū no Senshi) no Japão é o primeiro jogo da série de RPG Breath of Fire. Desenvolvido pela Capcom em 1993 para o Super Nintendo, teve uma edição americana publicada pela Squaresoft (agora Square Enix) em 1994. Em 2001, a Capcom relançou o jogo para a plataforma portátil Game Boy Advance.
Breath of Fire acontece nos anos que seguem uma grande guerra civil entre dois clãs de dragões: Light e Dark. Os Light Dragons estão quase extintos, reduzidos a esconderijos em pequenos vilarejos. O protagonista é Ryu, um jovem Light Dragon que desperta em uma noite e encontra sua cidade em chamas, após um ataque dos Dark Dragons. Após o sequestro de sua irmã no dito ataque, ele parte para salvá-la. Durante sua jornada, ele inicia uma busca por sete chaves mágicas, antes que os Dark Dragons possam usá-las para despertar uma deusa da destruição.

## Jogabilidade
Breath of Fire consiste de quatro modos básicos de jogabilidade: um mapa do mundo, mapas de cidades e dungeons, uma tela de batalha e uma tela de menu. O mapa do mundo é uma versão reduzida e simplificada do mundo fictício do jogo, que o jogador usa para navegar entre vários locais. Grande parte das batalhas do jogo são enfrentadas nos mapas de campo ou no mapa do mundo. Grande parte dos personagens possui uma ação de campo específica fora de batalha, e em alguns momentos tal ação se faz necessária para o prosseguimento. Por exemplo, o grupo não pode passar por florestas enquanto Bo não liderar a equipe.
A paleta de cores dos mapas muda de acordo com a hora do dia. Quando o grupo se encontra no mapa do mundo, o sol nasce e se põe a cada minuto de tempo real. Em certas situações, o jogador precisa esperar a noite antes de entrar em uma determinada cidade.

## Enredo
Os Dark Dragons continuam a caçar seus inimigos, os Light Dragons, e os forçaram ao isolamento. O protagonista do jogo, Ryu, vive em paz em um vilarejo formado por sobreviventes do clã Light Dragon. Ryu é órfão desde pequeno e foi criado por sua irmã, Sara, uma sacerdotisa com grandes poderes mágicos. Em uma noite, ele sonha com um dragão que o avisa do perigo iminente; ele desperta e encontra o vilarejo em chamas. Sara usa sua magia para afastar os Dark Dragons de Ryu, mas é capturada.
O imperador dos Dark Dragons, Zog, anuncia que é do direito dos Dark Dragons o governo do mundo. Zog pretende libertar a deusa Tyr com o uso de seis chaves mágicas, e Ryu parte em uma busca pelas chaves antes que Zog as encontre.

## Personagens
Breath of Fire apresenta oito personagens jogáveis, incluindo Ryu, um membro da família Light Dragon que teve sua irmã sequestrada pelos Dark Dragons; Nina, princesa de Winlan, que se une a Ryu após o mesmo salvar a vida de seu pai; Bo, um homem-lobo caçador que tem um inimigo em comum com Ryu; Karn, um ladrão que pode abrir qualquer fechadura e desativar qualquer armadilha; Gobi, um Manillo expulso de seu clã por ser avarento demais até para sua raça; Ox, um ferreiro que é forçado a trabalhar em uma arma secreta; Bleu, uma maga imortal com corpo de cobra; e Mogu, uma criatura semelhante a uma toupeira que foi aprisionado em seu próprio pesadelo após um feitiço.
Cada um deles apresenta contas a acertar com os Dark Dragons e Zog. Outros antagonistas incluem o tenente de Zog, Jade, que derrota a irmã de Ryu na abertura do jogo. Os lacaios de Jade são Cort, um cientista louco; Cerl, uma maga que detesta humanos por causa da forma como foi tratada; Mote, um feiticeiro que pode aterrorizar pessoas em seus sonhos; e Goda, um Golias em armadura.